# Herbert Rehbein (Musiker)

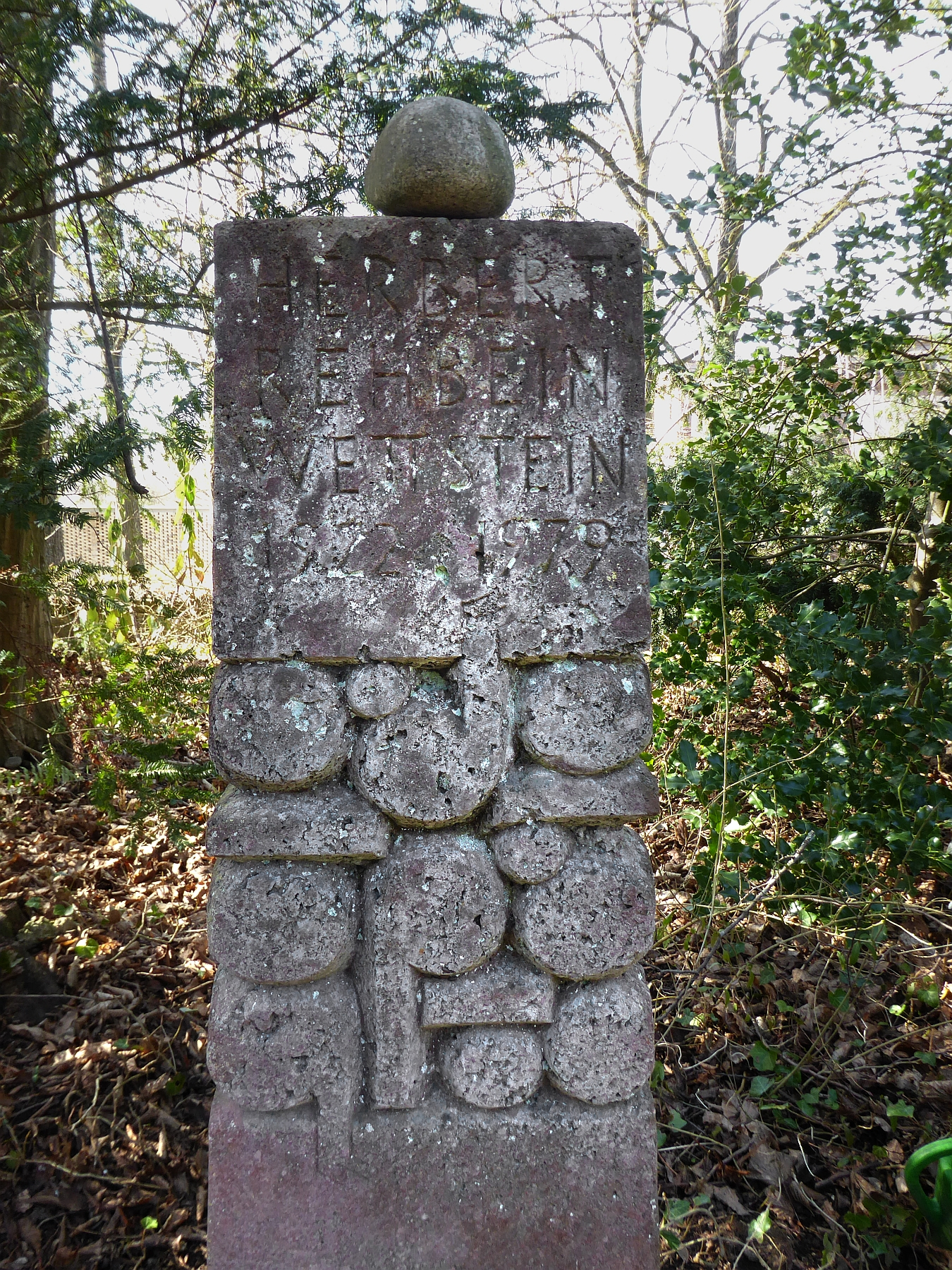
Grab auf dem Friedhof am Hörnli, Riehen, Basel-Stadt (2018)

Herbert Rehbein (* 15. April 1922 in Hamburg; † 28. Juli 1979 in Basel-Bruderholz, Schweiz) war ein deutscher Violinist, Orchesterleiter, Arrangeur und Komponist. Zusammen mit Bert Kaempfert schuf er Welthits für Interpreten wie Frank Sinatra und Dean Martin. Seine mit eigenem Orchester eingespielten Instrumentalwerke werden dem Easy Listening zugerechnet. Internationale Beachtung fand seine Komposition der Olympia-Fanfare für die Olympischen Sommerspiele 1972 in München.

## Leben
Der 1922 in Hamburg geborene Herbert Rehbein zeigte bereits als Kind großes Interesse an Musik. Seine Eltern unterstützten zwar seine musische Begabung, schenkten ihm jedoch nicht das gewünschte teure Klavier, sondern eine preiswertere Violine. Seit seinem neunten Lebensjahr erhielt er klassischen Musikunterricht am Hamburger Konservatorium und übte Stücke für Violine von Komponisten wie Brahms, Mendelssohn Bartholdy oder Tschaikowski.
1941, im Alter von 19 Jahren, erhielt Rehbein seine Einberufung zur Wehrmacht. Seinen musikalischen Fähigkeiten entsprechend, wurde er einem Musikkorps zugeteilt und zunächst auf Kreta stationiert. Im weiteren Verlauf des Krieges gelangte er nach Jugoslawien, wo er in Kriegsgefangenschaft geriet. Während seiner dreijährigen Internierung in Belgrad durfte er seine Violine mitnehmen und konnte seine Fähigkeiten weiterhin perfektionieren. Zum Ende des Krieges erhielt er eine Anstellung als Soloviolinist und arbeitete schon bald als Direktor des Orchesters von Radio Belgrad. Rehbein blieb bis 1952 in Belgrad. In dieser Zeit entwickelte sich sein musikalisches Interesse von der klassischen Musik hin zum Big-Band-Sound der großen amerikanischen Swing-Orchester. Zurück in Deutschland arbeitete er für verschiedene deutsche Radioorchester als Soloviolinist sowie als Arrangeur und Komponist.
1951 lernte Rehbein den Musiker Bert Kaempfert kennen. Die beiden arbeiteten in den Folgejahren eng zusammen und es entstanden eine Vielzahl von internationalen Hits. Darüber hinaus waren beide freundschaftlich miteinander verbunden. Zu Beginn der 1960er Jahre lernten sie Milt Gabler von der amerikanischen Schallplattenfirma Decca kennen, der ihnen half ihre Songs auf dem amerikanischen Markt zu vermarkten. Zu den herausragenden Songs dieser gemeinsamen Zeit gehört Strangers in the Night, dessen Interpretation von Frank Sinatra zu einem Welthit wurde. Weitere Songs für Sinatra wie The World We Knew, My Way of Life, You Turned My World Around, Sweet Maria und Lady folgten. Auch andere amerikanische Stars sangen Lieder aus der gemeinsamen Feder von Kaempfert und Rehbein. Hierzu zählen Dean Martin mit I Can't Help Remembering You und Welcome to My Heart und Sammy Davis junior mit Lonely Is the Name.
Rehbein lebte seit den 1960er Jahren in der Schweiz und leitete einige Jahre das Radioorchester Basel. Darüber hinaus produzierte Rehbein vier Alben mit Instrumentalmusik. Eine seiner bekanntesten Kompositionen ist die Olympia-Fanfare für die Olympischen Sommerspiele 1972 in München. Rehbein komponierte oder arrangierte zahlreiche Stücke für bekannte Interpreten seiner Zeit. Hierzu zählen Opernstars wie Hermann Prey und Lisa della Casa ebenso wie die Schlagersänger Vico Torriani und Karel Gott.
Für Hildegard Knef arrangierte er 1976 auf der LP Bei dir war es immer so schön berühmte deutsche Schlager neu. 1977 entstand in Zusammenarbeit mit Su Kramer die LP Die zwei Gesichter. Mit seinem eigenen Orchester veröffentlichte er 1978 den Instrumentalhit Beautiful Morning, bei dem er Vogelstimmen mit Streichern kombinierte. 1978 arrangierte er für den Produzenten Armand Volker bekannte Weihnachtslieder für die LP „Weihnachten im Guitar Sound“, die von Barry Lyndon mit seiner Elektrogitarre interpretiert wurden.
Rehbein starb 1979 in der Schweiz an Lungenkrebs. Er war seit 1955 mit Ruth Wettstein verheiratet. Der gemeinsame Sohn Jürg Rehbein lebt als Maler in den USA. Herbert Rehbein wurde 1993 postum zusammen mit Bert Kaempfert in die Songwriters Hall of Fame aufgenommen.

## Veröffentlichungen (Auswahl)
- 1964 – Herbert Rehbein & His Orchestra: music to soothe that tiger, Decca (USA) und Polydor 237644
- 1967 – Herbert Rehbein & His Orchestra: Love after Midnight, Decca (USA) und Polydor 184078
- 1969 – Herbert Rehbein & His Orchestra: and so to bed, Decca
- 1978 – Herbert Rehbein & His Orchestra: Beautiful Morning, Philips 6345062
- 2000 – Herbert Rehbein & His Orchestra: The Complete LP Collection Taragon TARCD1073, (CD-Neuveröffentlichung)